# 47931 Stifler
47931 Stifler è un asteroide della fascia principale. Scoperto nel 2000, presenta un'orbita caratterizzata da un semiasse maggiore pari a 3,105314 UA e da un'eccentricità di 0,146007, inclinata di 12,224470° rispetto all'eclittica.